# Гребнев, Антон Владимирович
Анто́н Влади́мирович Гре́бнев (16 мая 1984, Саратов) — российский футболист, полузащитник и нападающий.

## Карьера
В 8 лет пришёл в футбольную школу ФК «Сокол». Первый тренер —  Владимир Павлович Потапов.
С 2000 года стал тренироваться с основной командой, а играть продолжал за дубль.
Провёл один матч в РФПЛ. 7 апреля 2001 года в матче против ФК «Торпедо-ЗИЛ» вышел на замену вместо Александра Жидкова.
В том же 2001 году на тренировке после столкновения с партнером по команде получил травму — разрыв крестообразных связок. После восстановления от травмы прежнего уровня достичь так и не смог.
Играл за юношеские сборные России. В 2001 году принял участие в финальном турнире юношеского чемпионата Европы (до 16 лет) в Англии.
После травмы играл за егорьевский «Сатурн», «Олимпию» из Геленджика и иркутский «Байкал».
В 2007 году закончил Саратовскую государственную академию права.

## Семья
Женат. Есть сын.